# Schlossgasse 6 (Weimar)

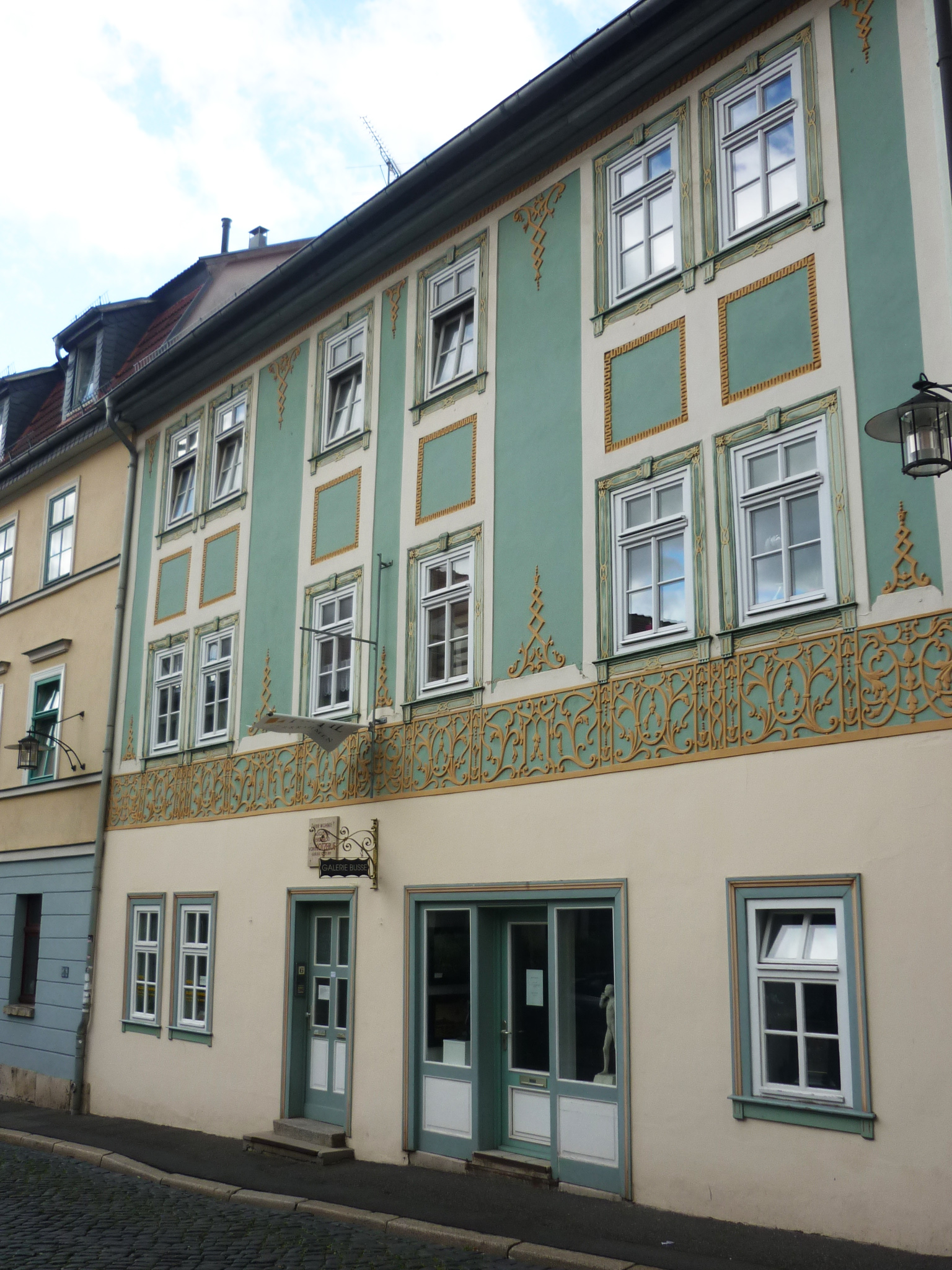
Schlossgasse 6

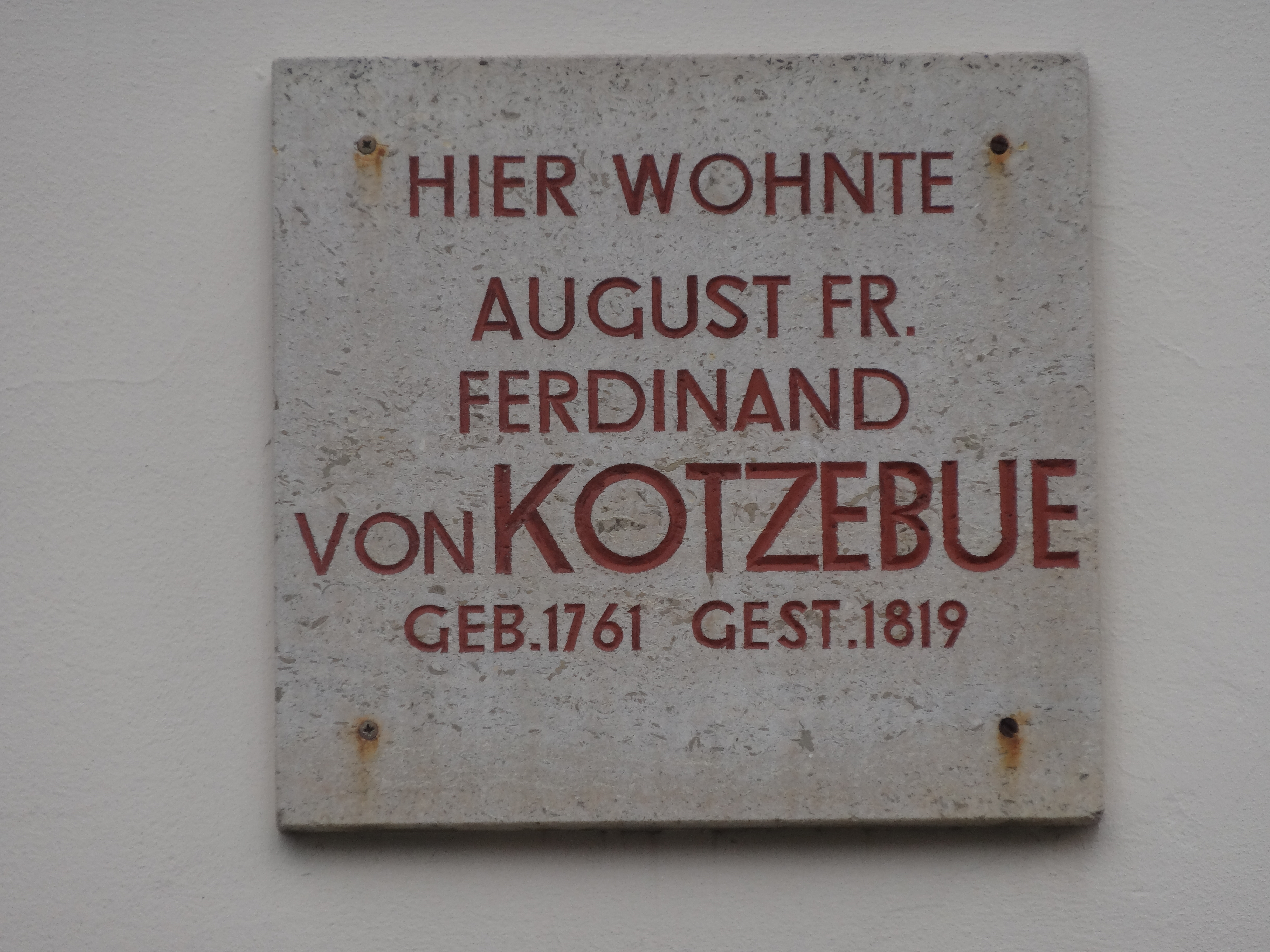
Gedenktafel für August von Kotzebue

Bei dem Haus Schlossgasse 6 in Weimar handelt es sich um ein denkmalgeschütztes Wohn- und Geschäftshaus.

## Geschichte
Das Gebäude wurde um 1730 errichtet und ist dem Barock zuzuordnen. Markant erscheint die Fragilität der Ornamentgestaltung an dem dreigeschossigen sechsachsigen Gebäude. Im Erdgeschoss besteht es aus Bruchstein. Es wurde 1737 erstmals im Weimarer Häuserbuch erwähnt. Das Haus besaß ein Hinterhaus, dass infolge seiner schweren Kriegsschäden 1946 abgerissen wurde. Das Seitengebäude wurde 1973 abgerissen. Das Nachbarhaus Schlossgasse 4 ist das Haus mit der Palme.
Der prominenteste Bewohner war August von Kotzebue, weshalb es auch Kotzebuehaus genannt wird. An dem Gebäude befindet sich eine Gedenktafel für ihn. Auch Goethe weilte mehrfach in ihm. Die Theaterstücke Kotzebues schätzte Goethe nicht, auch wenn sie seinerzeit erfolgreich waren. Goethe ließ Kotzebues Stücke am Hoftheater Weimar unter seiner Intendanz aufführen, weil sie so außerordentlich beim Publikum gefragt waren. Allerdings sorgte Goethe für schlechte Kolportagen von Kotzebues Theaterstücken. Gegen die für ihn als „Ausgeburten des platten Naturalismus gehaltenen Theaterstücke“ zog Goethe gemeinsam mit Friedrich Schiller zu Felde.